# Georg Christoph Feuerlein

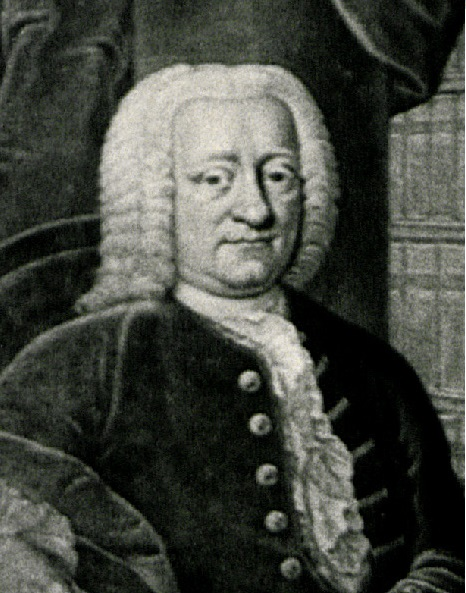
Georg Christoph Feuerlein

Georg Christoph Feuerlein (* 29. Dezember 1694 in Nürnberg; † 25. Mai 1756 in Ansbach) war ein deutscher Arzt, Naturforscher und Schriftsteller. 

## Leben

### Herkunft der Familie
Georg Christoph Feuerlein entstammte dem alten fränkischen Bürgergeschlecht Feuerlein. Er war ein Enkel des bedeutenden lutherischen Theologen, Dichters und Komponisten geistlicher Lieder Konrad Feuerlein. Georg Christoph Feuerleins Vater war der Theologe Johann Konrad Feuerlein (1656–1718). Georg Christoph Feuerleins Bruder war der Göttinger Theologieprofessor Jakob Wilhelm Feuerlein (1689–1766). 

### Ausbildung
Feuerlein studierte zunächst Philosophie und Theologie an der Universität Altdorf, wo er 1717 bei Christian Gottlieb Schwarz den Magistergrad erwarb. Im selben Jahr habilitierte er sich in Altdorf. Danach wechselte er das Fachgebiet und studierte an der Universität Halle Medizin und Pharmazie. Er promovierte 1722 bei Friedrich Hoffmann zum Doktor der Medizin.

### Berufliche Stationen
Georg Christoph Feuerlein begann seine berufliche Laufbahn als Physikus des Fürstentums Ansbach in Feuchtwangen. Ab 1722 praktizierte er als Arzt in der Reichsstadt Nördlingen. Am 24. April 1724 heiratete er in Ansbach die am 8. Mai 1700 in Hennebach geborene Ottilie Grießmeyer. Aus der Ehe gingen vier Söhne und drei Töchter hervor. 1730 untersuchte Feuerlein im Auftrag von Professor Ludwig Hocker, dem Rektor der Heilsbronner Fürstenschule, die Qualität des Brunnenwassers im Kloster Heilsbronn und gelangte zu dem Schluss, dass es sich um vorzügliches Trinkwasser handelte. Nachdem der Neustädter Arzt Hasenast in einer im Ansbacher Druck erschienenen Schrift dem Brunnenwasser des Klosters Heilsbronn zudem heilende Wirkung gegen Lähmung, Gicht, Unterleibsleiden, Gliederschmerzen und offene Wunden bescheinigt hatte, ließ sich Georg Christoph Feuerlein als Badearzt im Dienste des Markgrafen von Ansbach 1732 nach Heilsbronn berufen und verfasste seinerseits eine ausführliche Schrift über den Brunnen. Im Kloster Heilsbronn entwickelte sich unter Feuerleins Leitung ein Kurbetrieb, dessen Heilerfolge auch zu verstärkter Nachfrage nach dem Brunnenwasser führte, welches in Fässern und Flaschen nach Ansbach, Cadolzburg und Triesdorf verschickt wurde. 1754 gab Georg Christoph Feuerlein eine Neuauflage seiner Brunnenschrift heraus, in welche er die über zwanzigjährige Erfahrung des Kurbetriebs einfließen ließ. Allerdings ebbte der Kurbetrieb einige Jahrzehnte nach dem Tod Feuerleins allmählich ab und spätere Untersuchungen des Brunnenwassers konnten der Quelle keine besondere Wirkung mehr zubilligen. Zuletzt war Feuerlein Hof- und Garnisonsarzt in der Haupt- und Residenzstadt Ansbach und führte den Titel eines Hofrats.

## Werke
- De abusione abstractionis metaphysicae in doctrina morum, Magisterarbeit, Altdorf 1717
- De amore Dei puro et perfecto, Schrift zur Habilitation, Altdorf 1717
- De situ erecto in morbis periculosis valde noxio, Dissertatio inauguralis medica, Verlag Hilliger, Halle 1722
- Heilbronnisches Zeugnis der göttlichen Güte und Vorsorge bey dem uralten, nun aber neu entdeckten, mitten in dem Kloster Heilsbron befindlichen Heilbronnen, dessen Curen, Gehalt, Krafft und Wirkung, Gebrauch und Misbrauch auf gnädigst-Herrschaftlichen Befehl beschrieben worden, Nürnberg 1732